# Три історії Галичини
Три історії Галичини — документальний історичний фільм-драма виробництва США. Кінокомпанія виробник: «Sense Film», режисери: Сара Фарат (англ. Sarah Farhat), Ольга Онишко.
«Три історії Галичини» — історії єврея, українки та поляка у часи Другої світової війни та в повоєнний період.
Єврей Аарон Вайс з Борислава під час окупації переховувався в сусідів — українців й поляків, а згодом його сім'я сама надала прихисток сину своєї рятівниці, який під час війни працював у поліції.
Зв'язкова УПА, українка Ольга Ільків 14 років провела в радянських таборах, її діти виросли в дитячому будинку.
Ксьондз з Перемишля, поляк Станіслав Бартмінський з 1960-х років намагався подолати розбрат між поляками і українцями, що загострився після братовбивчих сутичок під час Другої світової війни.

## Показ фільму
Перші відзняті кадри до фільму, через брак коштів, показували в США на благодійних вечорах, а зібрані пожертви витрачала на подальші зйомки. Навесні 2010 року фільм був показаний на фестивалі у Каннах, влітку — у Львові.
В травні-червні 2013 року фільм переглянули в Польщі, Австрії, Німеччині, Італії та Іспанії.